# Балливурни

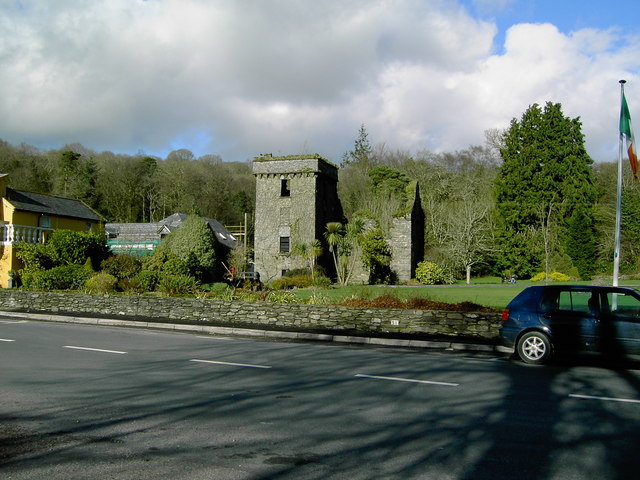
Руины старой мельницы

Балливурни (англ. Ballyvourney; ирл. Baile Bhuirne) — деревня в Ирландии, находится в графстве Корк (провинция Манстер). Является частью Гэлтахта.
Местный монастырь украшен шила-на-гиг, кроме того, в округе есть каменные круги.
В честь поселения назван один из классических сетовых танцев.
Покровительницей этой деревни является святая Гобнать (VI век).